# Menceyato de Tacoronte

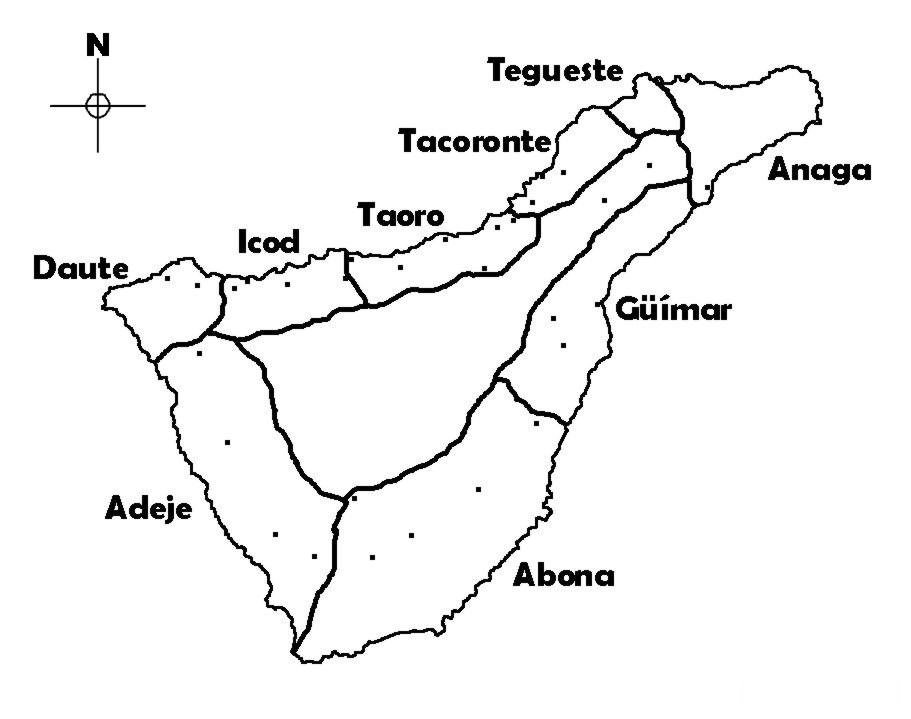
Menceyatos de Tenerife

Le Menceyato de Tacoronte était l'une des neuf collectivités territoriales des Guanches de l'île de Tenerife, aux îles Canaries, au moment de la conquête par la Couronne de Castille au XVe siècle.
Ce royaume guanche était situé au nord de l'île et occupait les communes de Tacoronte, La Matanza de Acentejo et El Sauzal.
Ses menceyes bien connus (rois guanches) furent Rumen et Acaimo.

## Note
1. ↑  Conquista y antiguedades de las islas de la Gran Canaria y su descripción, con muchas advertencias de sus privilegios, conquistadores, pobladores, y otras particularidades en la muy poderosa isla de Tenerife  (Trad.Spa :"La conquista e i reperti delle isole Gran Canaria con la loro descrizione, sui privilegi, i conquistatori, i coloni, e altre caratteristiche della potente isola di Tenerife")